# Brigády Abú Alího Mustafy
Brigády Abú Alího Mustafy (arabsky كتائب ابو علي مصطفى‎, katāʾib abūʿalī muṣṭafā) jsou ozbrojené křídlo Lidové fronty pro osvobození Palestiny (LFOP) operující v Pásmu Gazy a na Západním břehu.

## Historie
Organizace, původně nesoucí jméno Rudí orlové v roce 2001 přijala jméno po Abú Alím Mustafovi, generálním tajemníkovi FLOP zabitém Izraelem v témže roce. Během intifády Al-Aksá organizace prováděla útoky na izraelské vojenské i civilní cíle. V červenci 2007 organizace odmítla výzvu palestinského prezidenta Mahmúda Abbáse k odevzdání zbraní s tím, že svůj boj neukončí dokud Izrael neopustí Západní břeh Jordánu a Pásmo Gazy. Organizace se do bojů proti Izraeli zapojila i v roce 2021.
Organizace je od roku 2013 prostřednictvím LFOP napojená na Írán. Skutečný rozsah této podpory ale není jasný.

## Činnost
V roce 2001 příslušníci organizace zastřelili Meira Lixenberga, izraelského radního a šéfa bezpečnosti při jeho cestě po Západním břehu a Rechav'ama Ze'eviho, izraelského ministra pro turismus. Během roku 2002 provedla organizace tři sebevražedné atentáty, při kterých bylo zabito šest Izraelců. V roce 2003 při sebevražedném útoku v Petah Tikva organizace zabila čtyři Izraelce, v roce 2004 při sebevražedném útoku v Tel Avivu zahynuli tři Izraelci. Další sebevražedný útok si v roce 2014 v synagoze v Jeruzalémě vyžádal životy čtyř Izraelců.